# 최재승 (1992년)
최재승은 대한민국의 레드불 스케이트보드 선수이다.

## 수상내역
- 2007 버지니아 알링턴 스케이트 파크 ‘베스트 런’ 콘테스트, 1위
- 2008 버지니아 알링턴 피라미드 콘테스트 베스트 트릭, 1위
- 2011 5월 대한민국으로 귀국
- 2011 StuntB ‘Land or Slam’ 콘테스트 (대한민국), 1위
- 2012 레드불 Local Hero Tour 2012 베스트 렛지 트릭 1위
- 2012 레드불 Bomb the Line 2012 (독일, 베를린) 본선 진출